# Holdtölte (Vámpírnaplók)
A Bad Moon Rising (az RTL Klub fordítása szerint Holdtölte) a Vámpírnaplók című amerikai sorozat második évadjának harmadik epizódja.

## Epizódismertető
Szeptember 24.
Lehetséges magyar fordítása a "Rossz hold kelte"". Valószínűleg a vérfarkasokról fog szólni és az egyik központi alakja Tyler Lockwood lesz.

## Zenék
- Meiko – Under My Bed
- Lifehouse – In Your Skin
- The Asteroids Galaxy Tour – Fantasy Friend Forever
- The Duke Spirit – Send A Little Love Token
- Stars – Changes
- A Fine Frenzy – Ashes And Wine